# Pau de Pannònia
Pau de Pannònia (Paulus, Παυ̂λος) fou un religiós del segle v, esmentat per Gennadi de Marsella a De Viris Illustribus, sota el nom de Pau Prevere, on indica que li consta per testimoni personal que era pannoni, però no indica a quina església pertanyia. Va escriure De Virginitate servanda et contemtu Mundi ac Vitae institutione Libri duo, obra que s'ha perdut.